# Chromatomyia lonicerae
Chromatomyia lonicerae is een vliegensoort uit de familie van de mineervliegen (Agromyzidae). De wetenschappelijke naam van de soort is voor het eerst geldig gepubliceerd in 1851 door Robineau-Desvoidy.

## Waardplanten
Deze soort is bekend van de volgende waardplanten:
- Lonicera alpigena
- Lonicera caprifolium (Tuinkamperfoelie)
- Lonicera nigra
- Lonicera periclymenum (Wilde kamperfoelie)
- Lonicera tatarica
- Lonicera xylosteum (Rode kamperfoelie)
- Symphoricarpos albus (Sneeuwbes)